# Zak McKracken and the Alien Mindbenders
Zak McKracken and the Alien Mindbenders es un videojuego del tipo aventura gráfica lanzado por Lucasfilm Games en el año 1988. Fue el segundo juego que utilizó el motor de interfaz SCUMM, después de Maniac Mansion. El proyecto fue dirigido por David Fox y codiseñado y coprogramado por Matthew Kane.
Originalmente lanzado para la Commodore 64, fue luego portado a la Amiga, Atari ST y a la PC con gráficos EGA. Una última versión tuvo el sistema japonés FM Towns, este último con gráficos VGA y música en CD.
En cuanto a ventas Zak MacKracken no fue un gran éxito comercial, pero a pesar de ello fue bien aclamado por la prensa de videojuegos. De hecho el juego presentaba una gran mejora gráfica respecto al anterior juego, Maniac Mansion, como por ejemplo el hecho de que los personajes tuvieran cabezas más proporcionadas. Y otro aspecto novedoso para la época eran las diversas soluciones alternativas ofrecidas durante la resolución de puzles en lugar de responder al jugador con un simple Eso no funciona (algo más propio de juegos anteriores). 
Es una aventura gráfica extremadamente difícil a la vez que entretenida, muy recomendable. 
Puedes viajar por medio mundo, a la vez de llegar hasta Marte. En principio manejas solo a Zak, pero más adelante el juego se complica al manejar hasta a cuatro personajes distintos. La principal dificultad está en que se manejan muchos objetos a la vez y las pistas son tan sutiles que a veces pasan desapercibidas. Aventuras posteriores como Indiana Jones y la última cruzada solucionan estos problemas a la vez que es una aventura más fácil.

## Secuelas de aficionados
En 1995 un grupo de aficionados empezó a crear una secuela no oficial al juego llamada Zak McKracken and the Alien Rockstar, el proyecto se congeló en poco tiempo debido a que sus productores eran aficionados queriendo hacer un juego de calidad comercial, aunque últimamente el proyecto ha cobrado vida. En el año 2003, una nueva fan-secuela se anunció, llamada Zak McKracken between Space and Time, que resulta muy prometedora, pero en el 2004 llegó The New Adventures of Zak McKracken, la primera fan-secuela acabada de Zak McKracken, el juego originalmente estuvo en alemán, y tuvo una segunda versión traducida a todos los idiomas muy rápido, el juego coge escenarios de otros juegos como Street Fighter y esto lo transformaba en ripeado y poco original. La historia tenía un guion simplón y de calidad pésima. La nueva versión del final es una parodia del videojuego Monkey Island 2: LeChuck's Revenge. Una nueva secuela se anunció en 2005 llamada Zak McKracken in the Mushroom Kingdom y es un crossover con Super Mario. Esta secuela es inexistente, un vaporware. El 19 de abril de 2008 se estrena el esperado Zak McKracken between Space and Time un juego con una calidad casi profesional y con el consentimiento y aprobación del autor original David Fox, el juego presenta alta resolución, puzles de lujo, una historia envolvente, es uno de los mejores juegos fanes realizados en la historia, actualmente solo esta en alemán ya disponible en www.zak2.org, aunque ya se está trabajando en la traducción de todos los idiomas.